# Svetozar Pribićević
Svetozar Pribićević (Hrvatska Kostajnica, 26. listopada 1875. – Prag, 15. rujna 1936.), bio je hrvatski političar, vodeća politička figura hrvatskih Srba. Isprva bio je pobornik unitarizma i centralizma jugoslavenske države a pred kraj života preobrazio se je u federalista i republikanca. Osnivač je Demokratske stranke, jugoslavenske unitarističke političke stranke, koja je bila jednom od vodećih političkih stranaka u Kraljevini Srba, Hrvata i Slovenaca. Odlazi u oporbu 1924. godine i osniva Samostalnu demokratsku stranku koja prihvaća federalistička načela, te kasnije razočaran provedbom jugoslavenske ideje u Kraljevini Srba, Hrvata i Slovenaca kao velikosrpske hegemonije sklapa Seljačko-demokratsku koaliciju s HSS-om. Adam Pribićević mu je bio jedan od braće.

## Životopis

### Rani život i politička aktivnost
Svetozar Pribićević rodio se u Hrvatskoj Kostajnici 1875. godine. Pohađao je realnu gimnaziju u Petrinji i Zagrebu. Na Sveučilištu u Zagrebu završio je studij matematike i fizike te je kraće vrijeme predavao u srpskim učiteljskim školama u Pakracu i Karlovcu. Već od studentskih dana s dubokim uvjerenjem izjašnjavao se za politiku jugoslavenskoga integralizma. Kao član Ujedinjene hrvatske i srpske omladine, u almanahu Narodna misao (1897.), u članku Misao vodilja Srba i Hrvata, izložio unitarno-jugoslavenski program, prema kojemu su Hrvati i Srbi dva naziva jednoga naroda. Zajedno sa Stjepanom Radićem 1900. godine pokrenuo je Glas ujedinjene hrvatske, srpske i slovenačke omladine.
Od 1902. godine bio je glavnim urednikom glasila Srpske samostalne stranke, Novog Srbobrana. Kao član Srpske samostalne stranke ušao je u Hrvatsko-srpsku koaliciju, a nakon povlačenja Frana Supila (1909.) preuzeo je vodstvo Koalicije. Frankovci su u centru Zagreba 1909. godine toljagama pretukla Supila, Pribićevića, Banjanina i novinara Budisavljevića. Srbobran je za to optužio Frankovu legiju i policiju, koji su, po njima, odlično surađivali, s ciljem izazivanja nereda zbog uvođenja izvanrednih mjera u Hrvatskoj. Ulaskom Koalicije u Narodno vijeće SHS postao je drugi potpredsjednik vijeća, ali je zapravo imao vodeću ulogu u vijeću, a potom i u Državi SHS. Sudjelovao je u pripremi sjednice Hrvatskoga sabora 29. listopada 1918. te je podnio prijedlog o raskidu svih državnopravnih odnosa s Austro-Ugarskom Monarhijom. Pridonio je opozivu Ženevske deklaracije i zagovarao što brže povezivanje Države SHS s Kraljevinom Srbijom pa je uspio ishoditi odlazak delegacije Narodnoga vijeća u Beograd bez temeljite rasprave i oblikovanja čvrstih stajališta o ustroju buduće države: poduzima u to vrijeme Pribičević sve što je bilo u njegovoj moći (a njegov politički utjecaj je bio znatan) da što prije zaživi jugounitarizam, smatrajući da ovaj pokret ima svijetlu budućnost. Sudjelovao u izradbi adrese Narodnoga vijeća i bio jedan od potpisnika akta o ujedinjenju.

### Kraljevina Jugoslavija
U Kraljevstvu/Kraljevini SHS bio je ministrom unutarnjih poslova (1918. – 1920.) a kasnije u dva navrata ministrom prosvjete (1920. – 1922. i 1924. – 1925.). Bio je pobornikom centralizma i unitarizma u novoj državi. Do 1927. godine bio je politički protivnik Stjepana Radića, HSS-a i oporbe centralizmu i unitarizmu. Dok je bio jedan od važnih ljudi u novoj državi (ministar unutarnjih poslova) nad Stjepanom Radićem i njegovim političkim djelovanjem vodio je poseban nadzor nastojeći ukloniti ga iz političkoga života. Bio je jednim od čelnika Demokratske stranke koja je osnovana 1919. godine. Demokratska stranka bila je utemeljena na programu unitarne jugoslavenske države s centralističkim ustrojem; program je znatno utjecao na donošenje Vidovdanskog ustava (1921.). Zbog sukoba s Ljubom Davidovićem, koji je bio sklon ublaživanju centralizma i sporazumu sa Stjepanom Radićem, istupio je 1924. godine iz stranke i osnovao Samostalnu demokratsku stranku.
Pritom je ostao dosljedan unitarističkom i centralističkomu programu te je, unatoč protivljenju velikosrpskim pretenzijama srpskih radikala, u sporazumu s Nikolom Pašićem formirao vladu Nacionalnoga bloka. Kada su, međutim, Pašićevi radikali procijenili da je HRSS i nadalje ostala najjačom strankom u Hrvatskoj, te 1925. godine odbacili suradnju s Pribićevićem i postigli sporazum s Radićevom strankom, Pribićević je prešao u oporbu. 1925. godine napustio je politiku unitarizma i centralizma. Slijedio je odlučan obrat u njegovoj politici pa je od 1927. godine istupao, zajedno sa Stjepanom Radićem, protiv velikosrpske hegemonije. Zajedno s Radićem osnovao je Seljačko-demokratsku koaliciju te se zauzimao za federalističko uređenje države i reviziju ustava.
Tijekom 1928. godine Radiću i Pribićeviću sve više počinje se prijetiti smrću a prijeti se i njihovim suradnicima. U beogradskome režimskom tisku objavljuju se prijetnje smrću (npr. u Jedinstvu, bliskom predsjedniku vlade Velji Vukičeviću, nekoliko puta) uz obrazloženje kako oni rade protiv temelja države. U to su vrijeme u Narodnoj skupštini, tijekom zasjedanja, također prijetili smrću Radiću, Pribićeviću i njihovim suradnicima no ni čelništvo Narodne skupštine a ni drugi faktori nisu poduzeli ništa kako bi ispitali ili spriječili te prijetnje i ozbiljnost izraženih namjera. To je kulminiralo 20. lipnja 1928. godine atentatom u Narodnoj skupštini. Pribićević je tada bio u Narodnoj skupštini kada je Puniša Račić, dvorski agent i zastupnik Radikalne stranke, revolverskim hitcima, usmrtio zastupnike HSS-a Đuru Basarička i Pavla Radića, smrtno ranio Stjepana Radića te ranio Ivana Granđu i Ivana Pernara. Sjedio je u zastupničkoj klupi do Stjepana Radića ali nije bio pogođen.

### Uhićenje, internacija, politička emigracija i smrt
Nakon uvođenja Šestosiječanjske diktature, 1929. godine, uhićen je i interniran u selo Brus podno Kopaonika a kada se razbolio prebačen je u Beograd gdje je ostao izoliran od javnosti do srpnja 1931. godine. Tada je pušten i dopušten mu je odlazak u inozemstvo. U emigraciji je boravio u Pragu i Parizu. Tijekom boravka u emigraciji bio je izraziti protivnik jugoslavenskoga kralja Aleksandra I. Karađorđevića. Boraveći u Parizu pisao je i razne pismene poruke, Pismo prijateljima u Beogradu, Pismo Srbima i Pogledi na stanje u Jugoslaviji i njezinu budućnost (brošura), u kojima je izražavao svoje negodovanje tadašnjim režimom i diktaturom u Kraljevini Jugoslaviji. U Pismu Srbima diktaturu je okarakterizirao kao "Najgori, najpokvareniji i najnedostojniji režim pod nebeskim svodom".
Napisao je knjigu Diktatura kralja Aleksandra (La dictature du roi Alexandre) koja je izdana na francuskome jeziku, u Parizu, 1933. godine. Diktatura kralja Aleksandra njegov je politički obračun s kraljem Aleksandrom, i u njoj se izjašnjava za republikansko i federalno ustrojstvo Jugoslavije. Nakon pogibije kralja Aleksandra I. Karađorđevića u atentatu u Marseilleu, 9. listopada 1934. godine, bio je smjesta uhićen i od francuske policije tretiran grubo, iako je imao odličje Reda Legije časti, te je neko vrijeme držan u samačkoj ćeliji i konačno pušten na slobodu kada je francuska policija utvrdila kako nije imao nikakve veze s atentatorima. U svojim sukobima sa službenim Beogradom je rekao da bi Srbi iz Hrvatske, nakon svega, morali razumjeti Hrvate i kad bi oni odbili svako zajedništvo sa Srbima. S druge strane, istodobno je zastupao ideju državne zajednice svih južnih Slavena ako želimo spasiti se od atomiziranja i nove službe tuđinu.
Umro je u Pragu 1936. godine. Želio je biti pokopan u selu Glavičani kod Dvora ali to tadašnja jugoslavenska vlada nije dopustila te je pokopan u Pragu na Olšanskom groblju, 19. rujna 1936. godine, a nakon Drugoga svjetskog rata njegovi posmrtni ostatci preneseni su i pokopani, 21. listopada 1968. godine, na Novom groblju u Beogradu.

## Odličja
- Red Legije časti.[13]

## Djela
- Stvaranje državotvorne stranke Demokrata Srba, Hrvata i Slovenaca, govor Svetozara Pribićevića, Sarajevo, 1919.
- Pobeđujemo 8. februara, Beograd, 1924.
- Pobeda narodne misli, Beograd, 1924.
- Jačajmo naše redove, Agitaciona biblioteka samostalnih demokrata, sv. 1, Beograd, 1925.
- Mi smo pobedili, Agit. biblioteka samostal. demokrata, sv. 2, Beograd, 1925.
- Pogledi na stanje u Jugoslaviji i njenu budućnost, Prag, 1931.
- La dictature du roi Alexandre: contribution à l'étude de la démocratie (Les problèmes yougoslave et balkanique), Pierre Bossuet, Pariz, 1933. (srp. izd. Diktatura kralja Aleksandra, Prosveta, Beograd, 1952., 2. izd. 1953.; hrv. izd. Diktatura kralja Aleksandra, Globus, Zagreb, 1990.)
- Beograd i politika prema Hrvatima i Srbima izvan Srbije, Montevideo, 1933.
- Misao vodilja Srba i Hrvata, Knjižnica seljačke demokracije, sv. 2, Beograd, 1940.
- Izabrani politički spisi, izbor i uvodna studija Hrvoje Matković, (Biblioteka Povijest hrvatskih političkih ideja, kolo 7, knj. 3), Golden marketing-Narodne novine, Zagreb, 2000.

## Vanjske poveznice
- Ivica Miškulin, Svetozar Pribićević i hrvatski Srbi[neaktivna poveznica]. Znanstveni rad na stranicama CPI.
- Ljubo Boban, Jedno pismo Sv. Pribićevića iz vremena šestojanuarskog režima  Arhivirana inačica izvorne stranice od 4. ožujka 2016. (Wayback Machine), Historijski zbornik, godina XVIII, 1965.
- Hrvoje Matković, Svetozar Pribićević u danima postojanja Države Slovenaca, Hrvata i Srba // Radovi: Radovi Zavoda za hrvatsku povijest Filozofskoga fakulteta Sveučilišta u Zagrebu, sv. 26, br. 1, Listopad 1993., str. 237. – 248., (Hrčak)